# Anežka z Rochlitz
Anežka z Rochlitz (německy  Agnes von Rochlitz, 1160/1165? – 25. března 1195)  byla hraběnka z Andechsu a vévodkyně meranská.

## Matka královen
Narodila se jako dcera lužického markraběte Deda a Matyldy z Heinsbergu. Roku 1170 byla provdána za vévodu Bertolda IV. Meranského.
Bertold IV. se roku 1186 zúčastnil výpravy Jindřicha VI. na Sicílii a o tři roky později se vydal s Fridrichem Barbarossou na křížovou výpravu do Svaté země, kde byl nosičem Barbarossovy vlajky. Po smrti císaře Jindřicha VI. († 1198) se přidal ke straníkům kandidatury Filipa Švábského a v tu dobu dosáhl svého největšího vlivu. Dvě dcery se staly královnami a Bertoldovo území se rozšířilo až k Jadranu.
Anežka z Rochlitz se královských svateb svých dcer již nedožila, stačila vyvdat pouze Hedviku. Je pohřbena společně s manželem v augustiniánském klášteře Dießen.